# 92614 Kazutami
92614 Kazutami è un asteroide della fascia principale. Scoperto nel 2000, presenta un'orbita caratterizzata da un semiasse maggiore pari a 2,3739028 au e da un'eccentricità di 0,1945862, inclinata di 2,76042° rispetto all'eclittica.
L'asteroide è dedicato al giapponese Kazutami Namikoshi, amico dello scopritore.